# SLC2A7
SLC2A7‏ (Solute carrier family 2 member 7) هوَ بروتين يُشَفر بواسطة جين SLC2A7 في الإنسان.